# Vilske-Kleva landskommun
Vilske-Kleva landskommun var en tidigare kommun i dåvarande Skaraborgs län, Sverige.

## Administrativ historik
Kommunen inrättades i Kleva socken i Vilske härad i Västergötland när 1862 års kommunalförordningar trädde i kraft. Namnet var före 1 januari 1886 Kleva landskommun (bytet beslutat 17 april 1885). Av någon anledning bytte inte socknen namn förrän 1889.
Vid kommunreformen 1952 uppgick landskommunen i Vilske landskommun som 1974 uppgick i Falköpings kommun.

## Politik

### Mandatfördelning i Vilske-Kleva landskommun 1942-1946
| 1 | 6 | 7 | 6 |

| 19 |

| 1 | 7 | 12 |

| 20 |